# 浪速高等学校 (旧制)
| 浪速高等学校 （浪高） | 浪速高等学校 （浪高）                           |
| --------------------- | ----------------------------------------------- |
| 創立                  | 1926年                                          |
| 所在地                | 大阪府豊能郡桜井谷村柴原 （現・豊中市待兼山町） |
| 初代校長              | 三浦菊太郎                                      |
| 廃止                  | 1950年                                          |
| 後身校                | 大阪大学一般教養部                              |
| 同窓会                |                                                 |

旧制浪速高等学校（きゅうせいなにわこうとうがっこう）は、大阪府に設立された公立（大阪府立）旧制高等学校。略称は「浪高」（なみこう）。

## 概要
改正高等学校令に基づき、大阪府により関西では唯一の公立7年制高校として1926年（大正15年）3月に設立され、修業年限4年の尋常科、および文科・理科よりなる修業年限3年の高等科が設置された（のち尋常科は廃止）。
尋常科は定員80人に対し1076人が応募（1937年入試実績）するなど地域の学生に高い人気を誇っていた。
学制改革にともない大阪府立より国立に移管され、大阪高等学校（官立）と共に新制大阪大学に包括、一般教養部の前身校の一つとなった（一般教養部北校 / ただし一部教官や所蔵図書の多くは新制の府立浪速大学（大阪府立大学の前身）に引き継がれた）。
寮は設置されなかった。学生のほとんどが大阪周辺の出身だったのと、寮が学生の悪習を助長すると判断した学校の方針による。

## 沿革
- 1926年3月 - 設立。尋常科を設置。
- 1927年4月 - 高等科設置。
- 1944年4月 - 尋常科の募集を停止。
- 1949年5月 - 学制改革により新制大阪大学に包括、「大阪大学浪速高等学校」と改称。
- 1950年3月 - 廃校。

## 校地の変遷と継承

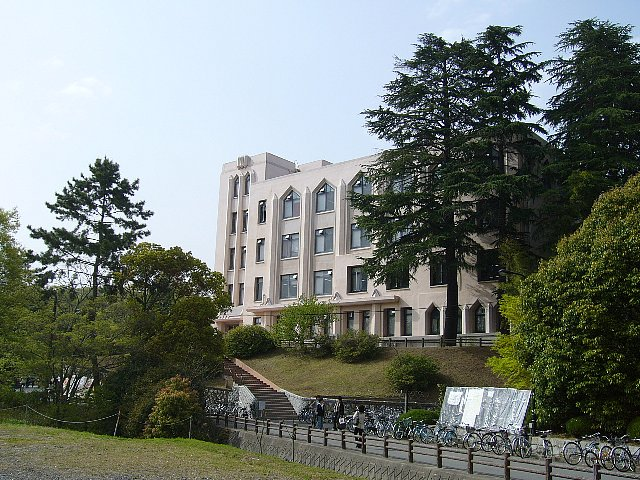
旧浪高高等科本館（現・阪大「イ号館」）

浪高は大阪市郊外の千里丘陵西に位置する大阪府豊能郡豊中村（その後町制を施行、さらに1936年市制施行により豊中市）の府立大阪医大（大阪帝国大学医学部の前身）予科跡地に設置された（待兼山校地）。待兼山校地は第二次世界大戦中軍需工場として一部接収されるなどしたものの、新制大阪大学の豊中キャンパスとして継承され、その校舎は「一般教養部北校」となった（同じく阪大に包括された旧大阪高校の校地は「南校」となったがのち廃止）。
現在も豊中キャンパスに残る浪高時代の建造物としては、旧高等科本館や弓道場などがあるが、特に旧本館（1929年建造）は「イ号館」と呼ばれ、阪大の全学共通教育機構本館・総合学術博物館として現在も使用され、2004年には国の登録有形文化財に登録されている。その他にも同キャンパス内には「浪高庭園」など旧制時代を記念するモニュメントがいくつか建立されている。2010年5月27日には、浪高創立85周年と阪大創立80周年（2011年）記念として、待兼山庭園に「旧制浪高生の像」と、「まちかね童子像」が竣工した。なお、これらの銅像を制作した夢童由里子は、浪高第1回卒業生の野間光辰の息女である。
また浪高に隣接して設置された旧大阪帝国大学附属医院石橋分院の建物は、戦後医療技術短期大学部（現在の医学部保健学科）本館として使用されたのち、大阪大学総合学術博物館「待兼山修学館展示場」に改装され浪高時代の教材標本資料を一般に公開している。

## 歴代校長
- 校長事務取扱：三浦菊太郎（1926年3月 - 4月）
- 初代：三浦菊太郎（1926年4月 - 1936年5月）
- 第2代：名須川良（1936年5月 - 12月）
- 校長事務取扱：筧舜亮（1936年12月 - 1937年1月）
- 第3代：安達貞太（1937年1月 - 1947年4月）
- 第4代：森河敏夫（1947年5月 - ）

## 著名な出身者

### 政官
- 金子一平 - 大蔵大臣、経済企画庁長官
- 正示啓次郎 - 経済企画庁長官
- 前田佳都男 - 科学技術庁長官
- 橋本敦 - 参議院議員（日本共産党）
- 庭山慶一郎 - 日銀政策委員・大蔵官僚 / 岡島和男と共に最後の住専会長
- 曽野明 - 駐西ドイツ大使
- 梅本純正 - 厚生事務次官、初代環境事務次官、武田薬品工業社長
- 朝田静夫 - 運輸事務次官、日本航空社長
- 森岡敞 - 自治事務次官
- 岸昌 - 大阪府知事、厚生省出身

### 経済
- 小林米三 - 阪急電鉄社長。小林一三の三男
- 佐治敬三 - サントリー社長
- 真銅孝三 - 倉敷紡績（クラボウ）社長・会長
- 角田寛 - 京阪電気鉄道社長
- 高城申一郎 - 住友不動産社長
- 津室隆夫 - 大林組社長
- 細川益男 - ホソカワミクロン代表取締役社長
- 松原治 - 紀伊國屋書店 前：名誉会長

### 学術・文化
- 森嶋通夫 - 経済学者 / 大阪大学経済学部教授のちロンドン大学教授
- 山村雄一 - 内科学・免疫学者、大阪大学総長
- 野間光辰 - 国文学者
- 谷川健一 - 民俗学者
- 可児藤吉 - 生態学者
- 沖浦和光 - 西洋思想史学者、桃山学院大学学長
- 戸浦六宏 - 俳優
- 戸田芳実 - 日本中世史学者、神戸大学名誉教授
- 玉上琢弥 - 国文学者、大阪女子大学名誉教授
- 萩谷朴 - 国文学者、大東文化大学名誉教授
- 花房秀三郎 - がんウイルス学者、文化勲章受章
- 今西壽雄 - 登山家
- 那須宗一 - 社会学者
- 斎藤光雄 - 経済学者、神戸大学名誉教授
- 川崎敏男 - 薬学者、九州大学名誉教授、日本薬学会会頭
- 濱一衛 - 中国文学者、九州大学名誉教授
- 曲直部寿夫 - 心臓外科学者、国立循環器病研究センター総長

## 関連書籍
- 秦郁彦 『旧制高校物語』 文春新書、2003年　ISBN 4166603558
- 『日本近現代史辞典』 東洋経済新報社、1978年
  - 尾崎ムゲン作成「文部省管轄高等教育機関一覧」参照
- 旧制浪速高等学校同窓会資料収集委員会編『待兼山青春の軌跡: 旧制浪速高等学校創立70年記念誌』、1995年
- 旧制浪速高等学校同窓会『浪高60年: 旧制浪速高等学校60周年記念誌』、1986年